# 老同盛
老同盛，是上海市的老字號食品企業，創業於清朝光緒年間的1887年，創業人是蘇慶蓮。創業之初名為同昌南貨店，後在1914年更名為同盛南貨店，再在1946年更名為老同盛南貨店。 1956年，老同盛被公私合營，並在文化大革命期間一度更名為紅衛果品店，1991年改回老同盛原名。1993年，老同盛被列入中華老字號。